# كارو إيشيكاوا
كارو ايشيكاوا (باليابانية: 石川馨) ولد في طوكيو (1915 م – 1989 م) وهو بروفيسور ياباني من الرواد اليابانيين ساعد في تطوير إدارة الجودة وأن اليابانيين يعتبرونه «الأب لحلقات مراقبة الجودة» في مجال الجودة ومن أهم أعماله كانت سمكة ايشيكاوا. وكان والده (اشيرو) رئيسا لجمعيتين يابانيتين شهيرتين هما:
• اتحاد المنشآت الاقتصادية اليابانية.
• الاتحاد الياباني للعلوم والهندسة.
وساعدته مكانة والده العلمية والعملية أن يلتقي بعدد كبير من العلماء من خارج اليابان وداخلها، وحضور المحاضرات القيمة التي كان هؤلاء العلماء يلقونها. وتخرج إيشيكاوا من جامعة طوكيو عام 1939 م تخصص كيمياء تطبيقية، وحصل في عام 1952 م على جائزة ديمنج تكريماً له على إسهاماته في مجال الجودة.

## حياته
ولد في طوكيو، وهو أكبر أبناء والده ايتشيرو ايشيكاوا. في عام 1939 تخرج من جامعة طوكيو مع شهادة في الهندسة في الكيمياء التطبيقية. وكانت وظيفته الأولى ضابط وفني للبحرية. (1939-1941) ثم انتقل للعمل في شركة نيسان الوقود السائل حتى عام 1947. بعدها بدأإيشيكاوا حياته المهنية كأستاذ في جامعة طوكيو. ثم قام برئاسة معهد موساشي للتكنولوجيا في عام 1978.
في عام 1949، ضمّ ايشيكاوا للاتحاد الياباني للعلماء والمهندسين (JUSE) مجموعة بحوث مكافحة الجودة. بعد الحرب العالمية الثانية بدت اليابان لتحويل القطاع الصناعي، والتي في أمريكا الشمالية وبعد ذلك ما زال ينظر إلى كمنتج رخيص من متابعة اللعب الرياح والكاميرات نوعية رديئة. وكانت مهارته في تعبئة مجموعات كبيرة من الناس نحو هدف مشترك المحددة التي كانت مسؤولية إلى حد كبير عن مبادرات لتحسين الجودة في اليابان. وترجم وكامل ووسّع مفاهيم إدارة جورج إدواردز ديمنج وجوران جوزيف في النظام الياباني.
بعد أن أصبح أستاذا في كلية الهندسة في جامعة طوكيو (1960) إيشيكاوا أدخل مفهوم دوائر الجودة (1962) بالاشتراك مع JUSE. بدأ هذا المفهوم على سبيل التجربة لمعرفة ما أثر على يد «الرائدة» (Gemba - تشو) يمكن أن يكون على الجودة. وكان امتدادا طبيعيا لهذه الأشكال من التدريب لجميع المستويات لمنظمة (المدير الأعلى والمدراء المتوسطين تم بالفعل تدريبهم). وعلى الرغم من دعوة العديد من الشركات للمشاركة، شركة واحدة فقط في ذلك الوقت، نيبون تلغراف الهواتف، قبلت. وسرعان ما تصبح دوائر الجودة شعبية جدا وتشكل حلقة هامة في الشركة إدارة الجودة الشاملة النظام.وأراد ايشيكاوا كتابة كتابين عن دوائر الجودة (مراقبة الجودة الدائرة كوريو وكيفية مراقبة الجودة أنشطة الدائرة والتشغيل).
ومن بين الجهود التي يبذلها لتعزيز نوعية وجودة المؤتمر السنوي لمراقبة الإدارة العليا (1963) وعدة كتب حول مراقبة الجودة (دليل مراقبة الجودة وترجمت إلى اللغة الإنكليزية). وكان رئيس مجلس إدارة التحرير في مراقبة الجودة الإحصائية الشهرية. إيشيكاوا كان ضالعا في أنشطة التقييس الدولي.
شهد عام 1982 وضع مخطط إيشيكاوا والتي تستخدم لتحديد الأسباب الجذرية.
في 1989 وفاة في إيشيكاوا

## فلسفة إيشيكاوا
يعد إيشيكاوا الأب الحقيقي لحلقات الجودة باعتباره أول من نادى بتكوين عدد من العاملين طوعياً يتراوح عددهم من 4- 8 عاملين وتكون مهمتهم التعرف على المشاكل التي يواجهونها وطرح أفضل الطرق لحلها. وأصدر هذا العالم الياباني كتاباً أسماه «مرشد إلى السيطرة على الجودة». كما اقترح أيضاً مخططات تحليل عظمة السمكة والتي تشبه هيكلاً عظمياً لسمكة. وحيث تمثل العظام أو الأشواك مسببات محتملة لمشكلة معينة فتستخدم لتتبع شكاوى العملاء عن الجودة. وتحديد مصدر أو مصادر الخطأ أو القصور.
ويرى إيشيكاوا أنه بينما تنحصر المسئولية عن جودة المنتج في الشركات الأمريكية في عدد محدود من طاقم الإدارة، فإن كل المديرين اليابانيين مسئولون عن الجودة وملتزمون بها.
وركز إيشيكاوا على أهمية شمول مراقبة الجودة على خدمة ما بعد البيع، ومشاركة العاملين بكافة مستوياتهم في عملية مراقبة الجودة. من خلال قيامه بتصنيف أدوات الجودة الإحصائية إلى مجموعات وربط كل مجموعة بمستوى معين من العاملين كما يلي:
1. المجموعة الأولى: الأدوات التي يمكن تعلمها وتطبيقها من قبل أي شخص في الشركة من أجل تقييم مشاكل الجودة، ومن هذه الأدوات (السبب والأثر، مخطط باريتو، خرائط مراقبة العمليات، المدرجات التكرارية، مخططات التشتت، وأدوات الفحص).
2. المجموعة الثانية: الأدوات التي يمكن استخدامها من قبل المديرين وخبراء الجودة وهي تتضمن اختبار الفرضيات والعينات.
3. المجموعة الثالثة: الأدوات التي تستخدم في حل المشاكل الإحصائية المتقدمة والمستخدمة من قبل خبراء الجودة والمستشارين وهي تتضمن أدوات.

## أهم الأفكار والنماذج
- حلقات الجودة: وسمي بأب حلقات الجودة كان أول من نادى بحلقات الجودة وهي عبارة عن مجموعات صغيرة من العاملين ينظمون مع بعضهم البعض بصفة تطوعية ويجتمعون لمناقشة مشاكل الجودة في العمل. وقد نادى إيشيكاوا بمشاركة العاملين في حل المشكلات من خلال حلقات الجودة. كما أنه نادى كذلك بأهمية التعليم والتدريب في زيادة معارف العاملين وتحسين مهاراتهم وتغيير اتجاهاتهم.
- التدريب المستمر: وقد أشار إيشيكاوا إلى أهمية التدريب في مجال الجودة مبرزا أن عملية التدريب في اليابان أخذت مكانتها في الصدارة منذ الستينات من القرن العشرين.
- مخطط عظم السمكة: يسمى أيضا «مخطط السبب والأثر» و«مخطط ايشيكاوا»، هو أداة لتحليل مشكلة ما عن طريق تحديد الأسباب المحتملة بغرض إيجاد مجموعة من الحلول التكاملية للمشكلة.
- سلسلة الجودة: ويقصد بها أن الجودة لا تقتصر على تحقيق رضا العميل الخارجي فقط، بل لا بد من إعطاء اهتمام بالعميل الداخلي (العاملين في الإدارات الأخرى بالمنظمة.

## التاثر والتشابه
•	عاصر ديمنج وجوران عندما كانا يلقيان المحاضرات والدورات التدريبية في اليايبان. وتأثر باطروحاتهما وتلاقت افكاره مع مأقدماه ديمنج وجوران.
•	قام بتوسيع افكار ديمنج وجوران.